# Uranus (lied)
Uranus is een single van de Italiaanse comedy-metalband Nanowar of Steel, afkomstig van (de heruitgave van) het album Stairway To Valhalla. Op het nummer is een gastbijdrage van Michael Starr (zanger van Steel Panther) te horen.

## Achtergrond en beschrijving
Uranus werd op 11 oktober 2020 uitgebracht. De naam van het nummer verwijst zowel naar de planeet Uranus als de Engelstalige woordgrap ur anus (je anus). Over beide onderwerpen worden dan ook grappen gemaakt, inclusief eufemismen die op beide van toepassing zijn, zoals I wanna observe [Uranus/ur anus], I like it with a two % of methane en My shuttle's fast like a torpedo, it's gonna pierce [Uranus/ur anus] (waarbij shuttle zowel naar een ruimtevaartuig als het mannelijk geslachtsdeel verwijst). Ook worden diepzinnigere grappen gemaakt, zoals I'll send my probe, VOYEUR 2, 19 AUs deep into [Uranus/ur anus], een verwijzing naar Voyager 2 die er 19 AU's over deed om de planeet Uranus vanaf de Aarde te bereiken, maar daarnaast dus ook een eufemisme is (waarbij probe verwijst naar het mannelijk geslachtsdeel).
In de bridge tussen het tweede en derde refrein zit een geparodieerd stukje/sample uit het nummer Stayin' Alive van de Bee Gees, waarbij I'm stayin' alive vervangen is door I'm singin' Uranus.

## Videoclip
De videoclip begint in een observatoriumlokaal, waar bassist Edoardo Carlesi als astrofysicus de planeet Uranus observeert. Even later wordt op het dak van het observatorium door enkele bandleden met een aantal vrouwen een dans uitgevoerd. De kostuums zijn afkomstig uit de anime Sailor Moon. Later wordt ook in een buitenaards landschap gedanst, waar ook de gitaarsolo wordt opgevoerd, met vooral richting het einde enkele suggestieve dansjes.

## Wetenswaardig
- De nauwkeurige kennis van het heelal, die deels in het nummer naar voren komt, is afkomstig van oprichter en bassist Edoardo Carlesi, die een doctoraat in de astrofysica heeft.

- MusicBrainz work: abf30733-11a5-498d-ad78-58a19e61c622